# Juan de Poitiers-Lusignan
Juan de Poitiers-Lusignan (fallecido el 7 de agosto de 1343) fue condestable y luego regente del Reino armenio de Cilicia.
Era hijo de Amalarico de Lusignan, príncipe de Tiro, e Isabel de Armenia. Sus hermanos fueron Guido (Constantino II de Armenia) e Inés, esposa de León III de Armenia.
Se casó antes de 1340 con Soldane Bagrationi, hija de Jorge V de Georgia. La pareja tuvo un hijo:
- León (1342-1393), último rey de Armenia, se casó con Margarita de Soissons.

Juan fue asesinado en Cilicia el 7 de agosto de 1343.